# Fed Cup de 1999
A Fed Cup de 1999 foi a 37ª edição do mais importante torneio entre países do tênis feminino.

## Grupo Mundial
Oito equipes disputaram o título em três rodadas eliminatórias.
|  |                                               |                                   |                                   |                                   |   |                             |                                 |                             |  |  |                           |                           |                           |
|  | Quartas de final 17 e 18 de abril             | Quartas de final 17 e 18 de abril | Quartas de final 17 e 18 de abril |                                   |   | Semifinais 24 e 25 de julho | Semifinais 24 e 25 de julho     | Semifinais 24 e 25 de julho |  |  | Final 18 e 19 de setembro | Final 18 e 19 de setembro | Final 18 e 19 de setembro |
|  | Quartas de final 17 e 18 de abril             | Quartas de final 17 e 18 de abril | Quartas de final 17 e 18 de abril |                                   |   | Semifinais 24 e 25 de julho | Semifinais 24 e 25 de julho     | Semifinais 24 e 25 de julho |  |  | Final 18 e 19 de setembro | Final 18 e 19 de setembro | Final 18 e 19 de setembro |
|  | Régio da Calábria, Itália – carpete (coberto) |                                   |                                   |                                   |   |                             |                                 |                             |  |  |                           |                           |                           |
|  |                                               |                                   |                                   |                                   |   |                             |                                 |                             |  |  |                           |                           |                           |
|  | 1                                             | Espanha                           | 2                                 |                                   |   |                             |                                 |                             |  |  |                           |                           |                           |
|  | 1                                             | Espanha                           | 2                                 | Ancona, Itália – saibro           |   |                             |                                 |                             |  |  |                           |                           |                           |
|  |                                               | Itália                            | 3                                 |                                   |   |                             |                                 |                             |  |  |                           |                           |                           |
|  |                                               | Itália                            | 3                                 |                                   |   | Itália                      | 1                               |                             |  |  |                           |                           |                           |
|  | Raleigh, Estados Unidos – saibro              |                                   |                                   |                                   |   | Itália                      | 1                               |                             |  |  |                           |                           |                           |
|  |                                               |                                   | 4                                 | Estados Unidos                    | 4 |                             |                                 |                             |  |  |                           |                           |                           |
|  |                                               | Croácia                           | 4                                 | Estados Unidos                    | 4 | 0                           |                                 |                             |  |  |                           |                           |                           |
|  |                                               | Croácia                           |                                   |                                   |   | 0                           | Stanford, Estados Unidos – duro |                             |  |  |                           |                           |                           |
|  | 4                                             | Estados Unidos                    | 5                                 |                                   |   |                             |                                 |                             |  |  |                           |                           |                           |
|  | 4                                             | Estados Unidos                    | 5                                 |                                   |   | 4                           | Estados Unidos                  | 4                           |  |  |                           |                           |                           |
|  | Moscou, Rússia – carpete (coberto)            |                                   |                                   |                                   |   | 4                           | Estados Unidos                  | 4                           |  |  |                           |                           |                           |
|  |                                               |                                   |                                   | Rússia                            | 1 |                             |                                 |                             |  |  |                           |                           |                           |
|  | 3                                             | França                            | 2                                 | Rússia                            | 1 |                             |                                 |                             |  |  |                           |                           |                           |
|  | 3                                             | França                            | 2                                 | Moscou, Rússia – saibro (coberto) |   |                             |                                 |                             |  |  |                           |                           |                           |
|  |                                               | Rússia                            | 3                                 |                                   |   |                             |                                 |                             |  |  |                           |                           |                           |
|  |                                               | Rússia                            | 3                                 |                                   |   | Rússia                      | 3                               |                             |  |  |                           |                           |                           |
|  | Zurique, Suíça – carpete (coberto)            |                                   |                                   |                                   |   | Rússia                      | 3                               |                             |  |  |                           |                           |                           |
|  |                                               |                                   |                                   | Eslováquia                        | 2 |                             |                                 |                             |  |  |                           |                           |                           |
|  |                                               | Eslováquia                        | 5                                 | Eslováquia                        | 2 |                             |                                 |                             |  |  |                           |                           |                           |
|  |                                               | Eslováquia                        | 5                                 |                                   |   |                             |                                 |                             |  |  |                           |                           |                           |
|  | 2                                             | Suíça                             | 0                                 |                                   |   |                             |                                 |                             |  |  |                           |                           |                           |
|  | 2                                             | Suíça                             | 0                                 |                                   |   |                             |                                 |                             |  |  |                           |                           |                           |